# Zugpostfunk

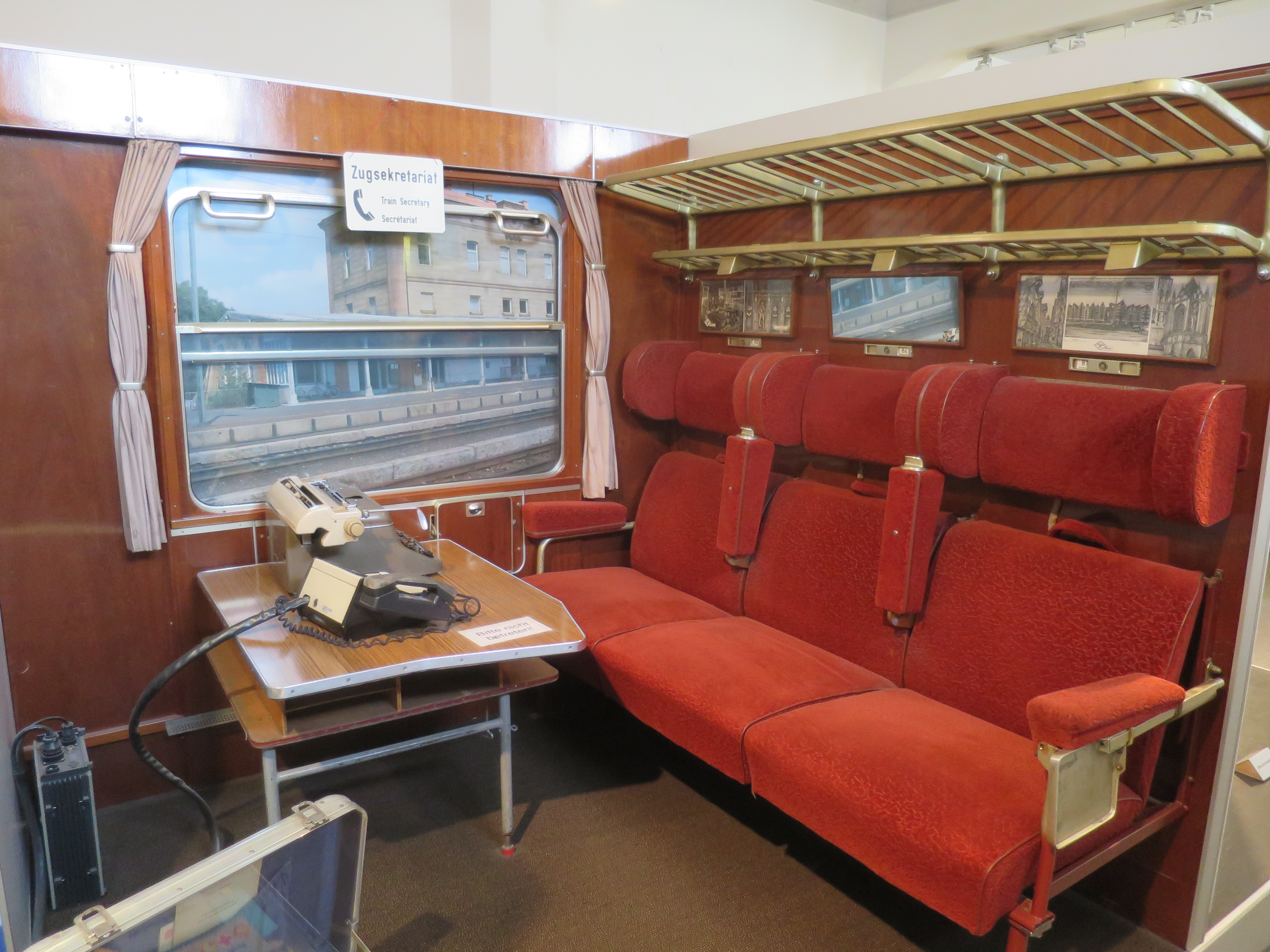
Schreibabteil – nachgestellt im Verkehrsmuseum Nürnberg. Auf dem Tisch vorne: Das Telefongerät.

Der Zugpostfunk (bahnseitig), postseitig: Zugfunkdienst, umgangssprachlich: Zugtelefon, gehörte zum öffentlichen mobilen Landfunkdienst. Er war eine Serviceeinrichtung der Eisenbahn, die es Reisenden ermöglichte, aus dem fahrenden Zug in das Festnetz der Post und später in das Telefonnetz zu telefonieren. Zugpostfunk existierte in Deutschland – mit einer Unterbrechung durch den Zweiten Weltkrieg – seit 1926. Abgelöst wurde diese Technik durch die Verbreitung von Mobiltelefonen.

## Begriff
Der Begriff „Zugpostfunk“ wurde gewählt, weil andere Begriffe, etwa „Zugbahnfunk“, bereits belegt waren.

## Vorgeschichte
Kommunikation zwischen Reisenden in einem fahrenden Zug und dem Festnetz war zunächst schwierig. Damit Reisende kabelgebundene Telegrafie – und später Telefon – nutzen konnten, wurden in besonderen Zügen, etwa Hofzügen, transportable Telegrafengeräte und später – als die Technik zur Verfügung stand – Telefonapparate mitgeführt, die an die die Strecke begleitenden Telegrafen- oder Telefonleitungen angeklemmt werden konnten. Dazu musste der Zug allerdings halten.
1906 unternahm Telefunken Versuche, Nachrichten aus dem fahrenden Zug zu übermitteln. Sie fanden auf der Königlich Preußischen Militär-Eisenbahn zwischen Berlin und Zossen statt. Über drahtlose Telegrafie unter Verwendung des Morsealphabets wurde auf Mittelwelle gesendet. Als Empfänger diente ein Kohärer mit Morseschreiber. Die Reichweite betrug zwölf Kilometer.

## Kommerzieller Einsatz

### Deutsche Reichsbahn
Auf der gleichen Eisenbahnstrecke führte im September 1918 die Firma Dr. Erich F. Huth G.m.b.H., Gesellschaft für Funkentelegraphie in Berlin, Versuche zum Telefonieren aus fahrenden Zügen mit dem Festnetz durch. Die Versuche wurden wegen der Novemberrevolution bald abgebrochen. Von 1920 an engagierte sich die C.P.Görtz AG auf diesem Gebiet: Antennen, die auf dem Dach eines Eisenbahnfahrzeugs montiert waren, und ein eigens für diesen Versuch gespannter Draht an den Telegraphenmasten entlang der Strecke stellten die Übertragung sicher. Die drahtlose Übertragung fand somit im Nahfeld der Antennen statt. 1922 begann die Reichspost sich für die Technik zu interessieren. Es gab erfolgreiche Versuche auf der Strecke Berlin–Hamburg, und die Post entschied sich für den kommerziellen Einsatz dieser Technik. Dafür wurde 1925 die Zugtelephonie AG gegründet, an der die Reichspost zu einem Drittel beteiligt war. Die Gesellschaft erhielt das exklusive Recht, ausgewählte Strecken mit Zugpostfunk zu betreiben.
Technisch sah die Lösung folgendermaßen aus: An beiden Enden der Strecke wurde je eine ortsfeste Station als Zugvermittlungsstelle errichtet, in Berlin-Spandau und in Hamburg-Bergedorf. Bis dorthin reichte das Festnetz der jeweiligen Großstadt. Jede Zugvermittlungsstelle besaß einen kleinen Röhrensender und einen Empfänger, die Schnittstellen zu der neben dem Gleis verlaufenden Freileitung. Die Antenne im Zug, eine 192 Meter lange Langdrahtantenne aus vier parallelen Drähten, war über die Dächer zweier aufeinanderfolgender Wagen in etwa vierzig Zentimeter Höhe über dem Dach verlegt. Sie nahm die von der Freileitung ausgehenden Wellen auf und leitete sie zum Telefon im Zug weiter und umgekehrt.  Die Fahrgestelle der Wagen bekamen besondere Erdungsanschlüsse zur funktechnischen Erdung. In Bahnhöfen und an anderen Stellen, an denen die Freileitungen der Eisenbahn unterbrochen und durch Kabel ersetzt waren, mussten auch für den Telefondienst besondere Leitungen verlegt und durch Blockkondensatoren gesichert werden, die die hochfrequenten Ströme des Telefondienstes passieren ließen, die Ströme des gewöhnlichen Telegrafendienstes aber nicht.
Zum 7. Januar 1926 wurde ein erstes Fernschnellzug-Paar zwischen Berlin und Hamburg mit der Technik ausgestattet. Sie wurde in einem Abteil eines Wagens 1./2. Klasse in der Mitte des Zuges untergebracht. Im Innern wurden zwei Waschräume zu Sprechkabinen umgebaut. Zum 20. Mai 1926 waren alle fünf Fernschnellzug- und Durchgangszug-Paare der Strecke mit Telefon ausgestattet. Pro Tag wurden fast 40 Gespräche vermittelt, überwiegend vom Zug zum Festnetztelefon, obwohl auch umgekehrt ein Gespräch vermittelt werden konnte. Zum 1. Februar 1931 übernahm die Mitropa die Zugtelephonie AG.
Die Gespräche wurden von Hand vermittelt. Wollte jemand außerhalb von Hamburg oder Berlin mit jemandem im Zug sprechen, musste er sich erst mit dem „Amt“ in Hamburg oder Berlin verbinden lassen, das dann die Verbindung in den Zug weiter vermittelte. Der Service wurde weiter ausgebaut: Ab 15. Oktober 1932 wurden Gespräche zwischen Zügen und auch zu Schiffen auf See zugelassen. Bedingt durch den Zweiten Weltkrieg wurde der Service nach 1939 eingestellt.

### Deutsche Bundesbahn und Deutsche Bahn

#### A-Netz
Der Zugpostfunk wurde bei der Deutschen Bundesbahn 1955 zunächst auf den Linien
- Stuttgart – Mainz – Köln – Dortmund und
- Aschaffenburg – Frankfurt – Köln – Emmerich

eingeführt. Das waren Verbindungen des Mobilfunks über das analoge A-Netz, die handvermittelt werden mussten. Die Aufgabe der Telefonistin im Zug kam der Zugsekretärin zu, die ihren Platz im Schreibabteil hatte. Der entsprechende Empfänger stand deshalb auch im Schreibabteil. In einigen Zügen wurde dieser Empfänger zur „Hauptstelle“ und in einem umgebauten, benachbarten Waschraum, der auch etwa die Größe einer Telefonzelle hatte, wurde eine Nebenstelle eingerichtet, in der Reisende telefonieren konnten. Die Funkgeräte in den Reisezügen wurden von der Bahn gekauft und gewartet. Dafür wurden Geräte des Typs 516Y350a verwendet, eine Spezialausführung des Autotelefons 516Y339c, die zwischen 1954 und 1960 von Siemens hergestellt wurden. Die Fernschnellzüge Gambrinus (F33/34), Schwabenpfeil (F23/24) und Rhein-Main (F31/32) sowie alle TEE-Züge wurden mit Funkanlagen ausgestattet.
1956 schaffte die Deutsche Bundespost zwei eigene Anlagen für die Verbindung Köln–Stuttgart–München an, die sie in Bahnpostwagen installierte.
Die Geräte dieser ersten Generation wurden von 1961 an durch den Typ B72y von TeKaDe ersetzt, gebaut bis 1969. Das Gerät B72y war eine Ausführung des B72, das ausschließlich für den Zugpostfunk der Deutschen Bundesbahn hergestellt wurde. Dieses wiederum wurde 1970 durch das Modell B95y der TeKaDe abgelöst. Es war eine bahnspezifische Ausführung des Modells B95. Beim B95y lautete bei Anrufen von außen in den Zug die Vorwahl 31-3-90XX. Das B95y wurde exklusiv für die Bahn bis 1974 gebaut und danach noch gewartet, obwohl die Post sich seit 1972 bemühte, die Teilnehmerzahl des A-Netzes zu reduzieren. Um die Zeit bis 1977/1978 zu überbrücken, wurden die dafür notwendigen Post-Anlagen des A-Netzes noch in Betrieb gehalten.
Der Zugtelefondienst hatte für die Zugsekretärin Vorrang vor dem Schreibdienst. Ihr sowie den Mitarbeiterinnen der festen Landfunkstellen lagen Landkarten vor, die die Standorte des Zugs gemäß dem Fahrplan enthielten. Vermittelt werden konnten Gespräche in das gesamte Telefonnetz der Deutschen Bundespost. Die Gebühr für das Gespräch wurde von der Post errechnet und der Zugsekretärin mitgeteilt, die es dem Kunden dann in Rechnung stellte. Die Gebühr setzte sich aus dem Telefon-Ferntarif für Funkgespräche, einem Zuschlag für die Vermittlung in Höhe von 3 DM (später auf 4 DM erhöht) und der Umsatzsteuer zusammen. 1962 wurden pro Monat ca. 420 Gespräche im Zugpostfunk geführt.
Sollte ein Fahrgast von außen im Zug erreicht werden, war auch das ab dem 1. August 1961 möglich, als das B72y von TeKaDe zur Verfügung stand. Auch hier musste das Fernamt das Gespräch handvermitteln. Dafür reichte die Angabe der Zugnummer. Über Lautsprecher rief die Zugsekretärin den Reisenden aus, das Gespräch im Schreibabteil entgegenzunehmen. Sie stellte vor Fahrtbeginn für solche eingehenden Gespräche die Telefonnummer ein: Die Vorwahl war 21-1-69XX und je nach Fahrtrichtung unterschiedlich. So hatte jeder Zug seine eigene Rufnummer.

#### B-Netz
Unmittelbar bevor das A-Netz 1977 abgeschaltet wurde, schwenkte die Bahn auf das B-Netz um. Dem diente das Gerät BSA31 von TeKaDe. Die Vorwahl für Anrufe von außen in den Zug lautete nun: 575XX.
Münzfernsprecher lösten das Gerät BSA31 ab. 1980 wurden dafür zwei Prototypen in den IC-Zügen Gutenberg und Senator, die zwischen Hamburg und München verkehrten, installiert. 1981 und 1982 wurden dann 150 Münzfernsprecher in allen IC-Zügen installiert. Zum Einsatz kam das Gerät MüFu265 von Siemens, eine Sonderbauform des Interset 200.
Die Umstellung auf Münztelefone bewirkte auch, dass der Service des Schreibabteils endete. Die faktische Nutzung des Angebots, Texte schreiben zu lassen, war nicht sehr hoch. Die Tätigkeit der Zugsekretärinnen als Vermittlerin von Telefonaten überwog und war jetzt überflüssig. Mit dem Sommerfahrplan 1982 wurde der Schreibservice zum 22. Mai 1982 eingestellt.

#### C-Netz
Mit der Einführung der Neubaustrecken war die Nutzung des zuvor in IC/EC-Zügen genutzten B2-Netzes aufgrund vieler Tunnel und Einschnitte nicht möglich. Dafür wurde das Tunnelfunksystem 91 entwickelt und bei Orxhausen (Schnellfahrstrecke Hannover–Würzburg) getestet.
Ab dem 2. Juni 1991 wurden in den neuen ICE-Zügen der ersten Serie etwa 400 Fernsprecher für das C-Netz in Betrieb genommen, weitere 600 baugleiche Geräte in IC- und IR-Zügen bis 1996 eingebaut.
Die Technik beruhte auf dem Standard-Autotelefon des Typs OF7 von Bosch unter der Bezeichnung Ökart-Zug. Das Gerät arbeitete mit einer Spannung von 110 V Gleichstrom. Weitere Ausstattungsmerkmale waren:
- Eine „Anschalteinheit Funkkartentelefon“ (AEFK) mit Spannungswandler von 110 V auf 12 V,
- Kartenauswerter,
- Anschlussmöglichkeit für einen Anrufbeantworter,
- Tunnelfunksender, der die Ausgangsleistung des OF7 auf 30 Watt erhöhte, und
- Bedienterminal (SMC) für Servicezwecke.

All das war auf einer Platte zur mobilen Überleiteinrichtung (MUELE) zusammengefasst und befand sich unterhalb des Telefons in einem abschließbaren Schrank.
Für die Kunden war entweder eine personenbezogene TeleKarte inkl. PIN oder eine normale Telefonkarte erforderlich, um das Gerät nutzen zu können. Diese konnte auch direkt beim Zugbegleiter gekauft werden. Gespräche kosteten 2,63 DM pro angefangene Minute. Die Gebühren wurden im Gerät auf einer RAM-Disk mit 1 Megabyte (MB) gespeichert, wurden nach Hamburg transportiert und konnten nur dort ausgewertet werden.
Auch jetzt konnte der Zug von außen angerufen werden: Die Einwahl lautete: 0161/3625XXX, wobei hier die Zugnummer nicht mehr die letzten Ziffern der Telefonnummern stellte, sondern dafür eine Liste korrespondierender Nummern herangezogen werden musste. Der eingehende Anruf wurde dann auf einem Anrufbeantworter gespeichert, den das Zugpersonal abhörte. Dieses verständigte dann den Fahrgast über die Lautsprecheranlage, dass für sie oder ihn ein Anruf eingegangen war.
Das C-Netz wurde von der Deutschen Telekom zum 30. Dezember 2000 abgeschaltet – eine Entwicklung, die die Deutsche Bahn versäumte, wodurch die Züge dann eine Zeitlang keinen Mobilfunk mehr hatten.

#### D-Netz
Die Züge erhielten vom Frühjahr 2000 an Geräte, die mit dem D1-Netz und somit erstmals digital arbeiteten. Gespräche kosteten nun rund 1,50 DM / Minute und wurden sekundengenau abgerechnet. Weiterhin war eine Telefonkarte erforderlich. Dieser Technik folgte die starke Verbreitung des Handys und die Einführung von Im-Zug-Verstärkern. Die eingebauten Kartentelefone in den Zügen wurden daraufhin stillgelegt und ausgebaut.

### Österreichische Bundesbahnen

#### System des öbl
Die Voraussetzung für das Zugtelefon in den Zügen der ÖBB schaffte die Österreichische Post- und Telegraphenverwaltung mit dem betriebenen öffentlichen beweglichen Landfunkdienst (kurz öbl), welches für den Anschluss von Funkfernsprechern in Fahrzeugen an das öffentliche Fernsprechnetz vorgesehen war. Das System ermöglichte die Selbstwahl der Teilnehmer ohne eine notwendige Vermittlungsstelle. Dem Funknetz standen 36 Frequenzpaare in einem 20 kHz-Raster und eine Rufkanalfrequenz zur Verfügung, welches in sogenannte Funkverkehrsbereiche unterteilt wurde. Dabei handelte es sich um jene Fläche, die vom Standort einer ortsfesten Sende-Empfangseinrichtung funktechnisch versorgt wurde.
Im öbl-Netz werden die Signale zwischen dem ortsfesten Sender und dem Zugtelefon durch einen Binärcode dargestellt, wobei die für 0 die Frequenz 2070 Hz und für 1 die Frequenz 1950 Hz verwendet wurde. Alle Zahlen, wie z. B. die eigene Rufnummer oder jene des gewünschten Teilnehmers, werden durch ein 16-teiliges Zifferntelegramm dargestellt, wobei ein Schritt (1 bit) je 10 ms dauert, womit die Übertragung eines gesamten Telegramms 160 ms beansprucht.
Die ersten fünf Schritte dienen der generellen Synchronisation, die weiteren fünf enthalten Ziffern in einem 2-aus-5-Code. Der Schritt 11 ist unbelegt und die restlichen Schritte spiegeln den Code der Schritte 6 bis 10. Durch die geringe Fehlerwahrscheinlichkeit wird gewährleistet, dass alle Informationen korrekt übertragen werden. Neben den Zifferntelegrammen gibt es noch weitere Sondertelegramme für Funkwahlanfang- und -ende und die Gebührenübertragung.
Ein in der Kanalgruppenanzeige des Mobilgeräts freier Kanal wird durch ein Gruppenfreisignal gekennzeichnet (1 bis 9 oder 0 bei Automatik). Durch die Wahl eines Kanals wird das Signal Kanalbelegung belegt, das Gruppenfreisignal durch die Feststation abgeschaltet und ein Wahlabruf ausgesendet. Damit verbunden ist die Sendung des Telegrammblockes Funkwahl mit der eigenen Rufnummer, der gewählten Rufnummer sowie dem Signal Funkwahlanfang und Funkwahlende. Eine sogenannte Überleiteinrichtung wählt dann im konventionellen Fernsprechnetz die gewünschte Rufnummer.

#### Erstes Zugtelefon
Am 28. Mai 1978 wurde das erste Zugtelefon im Speisewagen der Transalpin-Expresszüge 462 und 463 Betrieb genommen. Die ortsfesten Funkstellen des öbl, waren vor allem auf den Verlauf der Autobahnen ausgerichtet, aber auch auf den Verlauf der Eisenbahnstrecken wurde Rücksicht genommen.
Beim Zugtelefon handelte es sich um einen einfachen Münzautomat (Taxet TE 201 der Firma Landis & Gyr) mit einer beim öbl gebräuchlichen Bedienungseinrichtung eines Autotelefons mit einer Zehnertastatur, einer Kanaleinstellungstaste, einer Löschtaste sowie einer Anzeige der gewählten Rufnummer und einer Feldstärkenanzeige. Das Gerät wertete die von der Post kommenden Gebührenimpulse aus und ermöglicht auch die Einstellung einer erhöhten Impulsgebühr in dem ein Zuschlag für Anschaffungs- und Erhaltungskosten inkludiert war.
Das Telefonieren war nur zwischen Wien Westbahnhof und Salzburg (sieben ortsfeste Funksender) sowie Kufstein und Innsbruck (zwei) möglich. Jedem Funksender war eine bestimmte Kanalgruppen-Kennzahl (bzw. Gruppenfreisignal) zugeordnet, welches auf dem Zugtelefon eingestellt werden konnte. Es bestand zwar die Möglichkeit, dass der Teilnehmer die oben erwähnte Automatik mit der Gruppenkennzahl 0 auswählen konnte, allerdings war es im Grenzbereich zwischen zwei Sendern möglich, dass der schwächere Sender ausgewählt wurde, was zu Gesprächsunterbrechungen führen konnte. Da in Deutschland das gleiche System für den öbl verwendet wurde, konnte es im Grenzbereich zwischen Straßwalchen und Salzburg vorkommen, dass bei der Belegung des österreichischen Senders der Deutsche ausgewählt wurde, wodurch der Anrufende aufgrund der fehlenden Vorwahlnummer entweder gar keinen oder einen falschen (deutschen) Teilnehmer wählte. Die Bedienungsanleitung am Zugtelefon wies daher in diesem Bereich ausdrücklich darauf hin, die Gruppenkennzahl von Hand auszuwählen.
Beim öbl galt die Gebühr der Fernzone II (Ortsbereich) als Mindestgebühr, womit sich nach dem Zuschlag der anteiligen Geräte- und Erhaltungskosten sowie der Mehrwertsteuer folgende Gebührensätze ergaben:
- Fernzone II, Ortsbereich bis 50 km: 7,50 Schilling/Minute
- Fernzone III, Ortsbereich 50 km bis 100 km: 12,50 Schilling/Minute
- Fernzone IV, Ortsbereich über 100 km: 17,50 Schilling/Minute

Die Bedienung des Zugtelefones erfolgte in folgenden Schritten:
- In den Münzschlitz wird eine 10-Schilling-Münze eingelegt. Hierbei fällt die Münze nicht sofort hinein, sondern erst bei einem erfolgreichen Gesprächsaufbau.
- Bei Bedarf wird die Taste X gedrückt um eine allfällige Rufnummernanzeige zu löschen.
- Mit der Taste G wird die Kanalgruppenauswahl gestartet. Anschließend wird entweder mit der Ziffer 0 die Automatik aktiviert oder die laut Aushang erforderliche Ziffer dem Standort des Zuges entsprechend.
- Danach wird die Rufnummer samt Vorwahl (auch im Ortsgebiet) gewählt.
- Erst jetzt wird der Hörer abgehoben. Falls beim gewünschten Gesprächsteilnehmer besetzt ist kann der Hörer wird abgesetzt werden, während die Nummer gespeichert wird. Nach einer Wartezeit kann der Hörer wieder abgenommen werden bis sich der Angerufene meldet.
- Nach der Betätigung der Sprechtaste fällt die Münze in den Schlitz und das Gespräch kann beginnen. Vor Ablauf der möglichen Sprechzeit ertönt ein Warnton um den Anrufer an den Einwurf einer weiteren 10-Schilling-Münze zu erinnern.
- Nach dem Gesprächsende wird der Hörer aufgelegt und die Taste X gedrückt um die Rufnummernanzeige zu löschen.

#### Weitere Münztelefone
Per 28. September 1980 wurde das Angebot auf die Städteschnellzüge, die mit Triebwagen der Reihe 4010 geführt wurden, ausgeweitet. Hierfür wurde das Frisierabteil der Zwischenwagen 7110.2 in den Garnituren 4010.18 bis 4010.29 zu Telefonkabinen umgestaltet.
Zum Sommerfahrplanwechsel 1983 wurden weitere Streckenabschnitte erschlossen:
- Salzburg–Zell am See - Innsbruck (Ex 142 - 143 Andreas Hofer & Ex 144 - 145 Pinzgau)
- Innsbruck–Bregenz (Ex 160 - 161 Pfänder, Ex 164 - 165 Bodensee, Ex 166 - 167 Montfort)
- Innsbruck–Buchs SG (Ex 460 - 461 Zürichsee, Ex 462 - 463 Transalpin, Ex 464 - 465 Franz Schubert)
- Salzburg–Villach (Ex 190 - 191 Bundesländer-Express)
- Wien Südbahnhof–Villach (Ex 130 - 131 Wulfenia, Ex 134 - 135 Belvedere)
- Wien Südbahnhof–Graz (Ex 155 Robert Stolz, Ex 158 - 159 Peter Rosegger & Ex 178)

#### Wertkartentelefon
Am 30. Mai 1985 wurde das erste Wertkartentelefon in einem Speisewagen vorgestellt. Der Ersteinsatz erfolgte am 2. Juni 1985 in den ÖBB-Zügen Transalpin, Zürichsee und Franz Schubert. Das neue Zugtelefon arbeitete wie die Auto- und Mobiltelefone im C-Netz der Post- und Telegraphenverwaltung. Anfang 1986 wurde das Einsatzgebiet auch auf die Südbahnstrecke ausgeweitet.